# 이장원 (배우)
이장원(1979년 3월 12일 ~ )는 대한민국의 배우이다.

## 학력
- 상명대학교 연극과

## 출연작

### 연극
- 《추격》 - 기훈 역
- 《행복》 - 남편 역
- 《로맨틱 락스타》 - 기철 역
- 《라이어》 - 바비 프랭클린 역
- 《S 다이어리》 - 윤정석 & 아인 母 역
- 《아버지를 아버지라 부르지 못하고》
- 《수상한 흥신소》 - 경비원 역
- 《오! 브라더스》
- 《완득이》
- 《정말, 부조리하군》
- 《그림일기》
- 《마음을 굽는 빵집》

### 뮤지컬
- 《플라워》 - 오정수 역
- 《아! 남한산성》